# Fontioso
Fontioso es un municipio y villa española, en el partido judicial de Lerma, comarca de Arlanza, provincia de Burgos, comunidad autónoma de Castilla y León. Formó parte de la histórica Comunidad de Villa y Tierra de Lerma. 

## Toponimia
El nombre de la localidad proviene de la abundancia de fuentes y osos que debió de haber en la zona antiguamente.

## Geografía física
Se sitúa a 54 kilómetros de la capital burgalesa en un territorio con pequeñas elevaciones entre los ríos Esgueva y Arlanza, a una altura superior a los 950 metros de altura, estando el municipio a 972 metros sobre el nivel del mar. Forma parte de la comarca de Arlanza. Tiene un área de 24,84 km² con una población de 65 habitantes (INE 2008) y una densidad de 2,62 hab/km².
| Noroeste: Lerma                                       | Norte: Lerma            | Noreste: Lerma                                |
| Oeste: Cilleruelo de Abajo, Lerma                     |                         | Este: Lerma, Pineda Trasmonte                 |
| Suroeste: Comunidad de la Aynosa, Cilleruelo de Abajo | Sur: Bahabón de Esgueva | Sureste: Pineda Trasmonte, Bahabón de Esgueva |

### Hidrografía
Al oeste de Fontioso nace el arroyo de Valtrasero que, por su dirección NE-SO, debería pertenecer a la subcuenca del Esgueva, sin embargo, su captura por el río Franco a la altura de Villafruela le incorpora a la subcuenca del Arlanza, pese a su origen en la vertiente meridional de la sierra de Cervera.

### Naturaleza
El Enebral
Tierras de monte de la jurisdicción de Lerma que se extienden lindando con varios pueblos de la zona: Avellanosa, Iglesiarrubia, Villafruela, Torresandino, Cilleruelo de Abajo, Fontioso, Quintanilla de la Mata, Pineda Trasmonte, Solarana. Los árboles más representativos son el enebro, la encina y el roble; en el matorral destacan la salvia, la ajedrea, tomillos, el espliego, la estopa, la aliaga y esquenas. Nuestros abuelos conocieron íntegro "El Enebral", pero ya a comienzos del siglo XX fueron adquiriendo las tierras que lindaban con el pueblo y empezaron a roturarlas. En pocas décadas toda la zona del Enebral aledaña al pueblo ya se labraba para cereal. Con la concentración se dio la puntilla a los árboles aislados que quedaban. En la zona central del Enebral aún quedan restos de lo que fue este extenso monte durante siglos.

### Núcleos de población
Fontioso es la capital del municipio, que cuenta además con la Granja Guímara, situada al sur, a 6 km de la cabecera, en la Autovía del Norte. 

## Historia
Es difícil situar en el tiempo los orígenes del pueblo de Fontioso. En sus alrededores se han encontrado restos de Terra Sigilata que permiten remontar la existencia de población estable a la época romana.
En el siglo XI encontramos la primera referencia escrita a la población. Se trata de una carta de donación de 1032, por la que Gontroda vende a la reina Urraca la villa de Fontioso por CCCC sueldos de plata. Por este documento sabemos que Fontioso (Fonte deOsso en el documento) lindaba con las poblaciones de Solarana (Solerana), Rabé de los Escuderos, Granja Guímara, entonces municipio independiente, y Cilleruelo de Arriba (Zelleruelo de Pineta).
En 1228 García Fernández de Villamayor establece un convenio con los hijos de su matrimonio con Teresa Muñoz, Rodrigo, Fernando y Mayor, para el reparto de algunos bienes pertenecientes a la herencia de su madre. Los tres hijos renunciaban a la parte que les correspondía en Villaldemiro, Santa María de Añuéquez, Fontioso, Escuderos y Santa Cecilia y, a cambio, su padre les entregaba heredades en otras villas y cien cargas de pan (MARTÍNEZ y GONZÁLEZ, Colección diplomática de Villamayor, doc. 31).
En 1264, Fontioso es adquirido por Mencía García de Villamayor, Abadesa del Monasterio de Villamayor, como se ve por una carta de compra donde adquiere el señorío y hacienda de Fontioso de Cerrato, que pertenecía a don Fernando Ruiz, hijo de Rui Díaz el Gallego y su mujer Elvira Gómez, hija de Gómez García Carrillo. Dicha propiedad había pertenecido a este último, pero fue ampliada por el susodicho matrimonio: salieron fiadores de la compra los vendedores y Pedro Fernández de Quintanilla de Cojóbar, hijo de Fernando el merino, Juan Caro de Quintanilla de Humienta y Domingo Ibáñez de Sarracín, hijo de Fronilde.
En el Libro Becerro de las Behetrías, el lugar de Fontioso aparece como solariego del Monasterio de Villamayor de los Montes, tal vez el Monasterio de Santa María La Real de Villamayor de los Montes, próximo a Lerma. Por tanto, el lugar de Fontioso contaría con siete vecinos hidalgos, dos aportillados y algún mozo de soldada. En la receptoría del pedido de 1475 de la Merindad de Santo Domingo de Silos, junto a cada lugar solariego, podemos contemplar su titular. En el caso de Fontioso el lugar aparece como una Behetría, es decir, un lugar de realengo. Cuando menos, antes de 1475, el lugar fue comprado por los siete hidalgos a su anterior titular.
Durante el Siglo XV formó parte, junto a Santa Inés, Tordable, Torrecilla del Monte, Santa Cecilia, Añuéquez, Iglesiarrubia, Guimara, Rabé de los Escuderos y la Granja de Cabriada, del Alfoz de Lerma.
La villa de Fontioso alcanza cierto protagonismo durante la Guerra de la Independencia, en la que el Camino Real que hasta la construcción de la Carretera de Burgos pasaba por la localidad, fue utilizado por las tropas francesas para transitar entre las guarniciones de Aranda de Duero y Lerma.
En 1943 acogió un destacamento de penados que trabajaron en las canteras para la empresa Gutiérrez Oliva
En 1968 se abrió al tráfico la línea Madrid-Burgos, que permitió la conexión de la comarca con el resto de la red ferroviaria española. El municipio contaba con una estación de ferrocarril propia, con edificio de viajeros y otras instalaciones, si bien la estación acabaría cayendo en decadencia y sería cerrada al servicio en la década de 1990.

## Demografía
Fontioso cuenta con una población de 54 habitantes (INE 2024).
| Gráfica de evolución demográfica de Fontioso entre 1842 y 2021 |
| |
| Población de derecho según los censos de población del INE. Población de hecho según los censos de población del INE.Entre el censo de 1857 y el anterior, crece el término del municipio porque incorpora a Guimara. |

| 1991 |  | 1996 |  | 2001 |  | 2004 |
| ---- |  | ---- |  | ---- |  | ---- |
| 105  |  | 103  |  | 77   |  | 67   |

## Patrimonio
Iglesia de Santa Columba

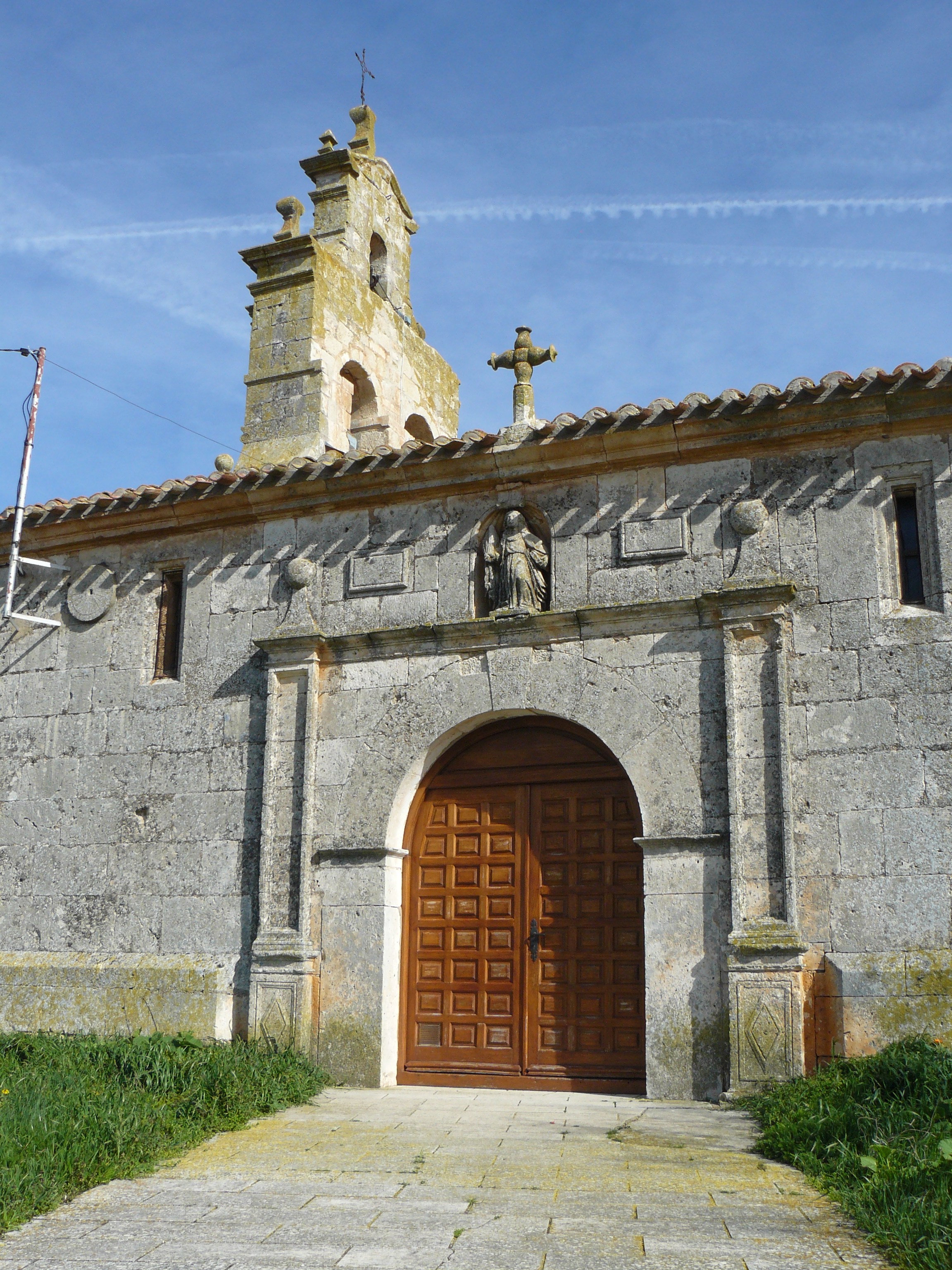
Portada de la iglesia parroquial de Santa Columba, con la estatua de la santa

Cuenta con una iglesia del siglo XVIII dedicada a Santa Columba, construida en sillería, de dos naves. En el exterior, destacan la espadaña a poniente y una imagen de la santa que decora el dintel de la portada, al sur. En el interior se encuentra un retablo fechado en 1638 y una pila bautismal con la leyenda "ESTA SE HIZO/ AÑO DE 1630".
Casa solariega de los González de Vadiella
Casa de planta cuadrada en pedra de sillería. Conserva el escudo familiar: dividido en dos cuarteles, un león con tres bandas a la derecha y un castillo con seis armiños por orlas a la izquierda.
Fuente tardorromana, abrevadero y lavaderos
Fuente ubicada en uno de los accesos al pueblo desde el paraje de "La Pinilla". Presenta una pequeña bóveda de medio cañón, construida en sillería para proteger el manantial y a la vez facilitar la acumulación y recogida del líquido, tipología de gran tradición en la zona cuyos elementos más primitivos parecen corresponder a época romana, como ocurre en Lara de los Infantes. Un gran bloque de piedra da entrada al espacio donde una pila de piedra recoge el agua que mana de dos caños de cobre. La construcción se remata excepcionalmente con una cruz, y presenta una inscripción, datando lo que tal vez es la fecha de una intervención posterior a su construcción original.
El agua sigue su curso para alimentar un abrevadero, antes de inundar el depósito de los antiguos lavaderos del conjunto.
Fuente de la Humediana
Fuente del Prado Cerca
Fuente del Prado Lejos o Charcón
Fuente y lavaderos de El Antilloso
Escuela de Niñas
Ermita de Nuestra Señora del Olmo
Restos de la ermita de San Roque
Ubicada en lo alto de la cuesta del mismo nombre, a 100 metros del pueblo, se encuentran las ruinas de lo que fue ermita.
Estación de Fontioso
Antiguo mojón entre Fontioso y la Granja Guímara.
Tramo de la antigua N-I carretera de Burgos.
Venta de Guímara o Casa prioral (Granja Guímara)
Casa del prior del Monasterio de Santo Domingo de Silos
Venta del Fraile (Granja Guímara)
Ermita románica (Granja Guímara)
Cruceros
Dinteles
Bodegas
Aunque algunas viviendas del municipio albergan una pequeña bodega uno de los rasgos característicos de Fontioso son sus barrios de bodegas. Así encontramos uno, más pequeño, en las inmediaciones de la iglesia, y otro, más amplio, recorriendo la ladera que baja de La Pinilla. En ambos casos se aprovecha el desnivel para iniciar la excavación que conduce al interior. La entrada, con fachadas de piedra y puertas de madera, de tablones o directamente troncos sin desbastar, con grandes vanos, que facilitan la aireación del interior. Tras ella una escalera, de tierra, madera o piedra, se prolonga bajo grandes losas cuadradas de piedra dispuestas en "uve", que sujetan la tierra extraída y depositada sobre la construcción para aumentar su aislamiento. Al pie de la escalera una galería, más o menos larga, que da acceso a distintas estancias, o nichos, donde se encuentran los toneles y se almacena el vino embotellado. En muchos casos el sistema de aireación se completa con las zarceras, agujeros de la bodega que se realizan en su parte posterior y que se rematan al exterior con piedras amontonadas o con la forma de chimeneas.
Palomares
En Fontioso abundan los palomares. Algunos, que se encuentran integrados en el casco urbano, actualmente forman viviendas en sí mismas o se han empleado como ampliaciones de las viviendas existentes. Otros, rodean el núcleo de población, desde cada una de las laderas que le rodean. De plana cuadrada o rectangular, en mampostería de piedra y barro, alojan en su interior los nichos para nido de las aves.

### Urbanismo
La mayor parte de las construcciones de Fontioso son de piedra, lo que se explica por la proximidad de las canteras calcáreas de El Risco al municipio. La despoblación sufrida entre los años treinta y ochenta del pasado siglo ha ayudado a mantener su fisonomía urbanística inalterada.
Formado por casas de piedra, el pueblo cuenta con numerosos palomares. Al norte se encuentra una abundante masa de encinas que cubre el alto del Risco, mientras que el casco urbano está rodeado de tierras de labor.
En Fontioso pueden apreciarse dos zonas claramente diferenciadas. Una, medieval, que surge en torno al lugar que ocupa la iglesia del municipio, y otra, posterior, marcada por la importancia que el tránsito de la cabaña ganadera tuvo para el municipio durante los años dorados de la trashumancia.
En la zona medieval las casas se adaptan a la orografía del terreno, marcado por la colina en cuyo alto se asienta el templo. Calles estrechas, en ronda siguiendo las curvas de nivel atraavesadas por otras que corren paralelas a la pendiente, marcan su fisonomía. Llaman la atención las numerosas escaleras que podemos encontrar en la zona.
En la parte baja, en cambio, encontramos calles anchas de poco relieva, conformadas para permitir el paso de los ganados.
La plaza Mayor, caracterizada por una enorme pendiente, marca el tránsito entre ambas zonas.

## Cultura

### Instalaciones culturales
Fontioso ha adaptado recientemente lo que fue la Escuela de Niñas, construida durante la II República, como espacio cultural.

### Festividades
En Fontioso se celebran las fiestas de San Isidro, Acción de Gracias y Santa Columba.

### Tradiciones
Tradiciones del municipio en vías de recuperación son:
Hogueras de San Juan
Canto de las Marzas
Comprenden un total de cuarenta y seis coplas en las que no se omite detalle de cortesía ni de respeto a la autoridad, como podemos ver en las dos primeras coplas:
"A esta casa honrada,
señora, llegamos.
A cantar las marzas
con licencia estamos,
Licencia de ustedes
todos la tenemos.
Del Ayuntamiento
también la traemos."
Después de exhortar en una copla a las damas a que se levanten, inician esta diversión en el nombre de Dios, de la Virgen y del Santísimo
Sacramento. Y no faltan las coplas para los santos del día, el Ángel de la Guarda y San Rosendo (coplas 5 y 6).
Las Sendas
En la noche de Reyes, consistían en hacer una senda de paja a dos novios, o posibles novios, desde la puerta de uno hasta la puerta de la otra. Era muy curioso porque Fontioso amanecía lleno de “sendas” de paja.

### Gastronomía
La gastronomía de Fontioso es la típica de la zona: cordero, morcilla, vino y quesos. Destaca la pertenencia del municipio tanto al ámbito territorial de la IGP Lechazo de Castilla y León, como a la Denominación de Origen de Vinos Arlanza.

### Literatura
El Campo de Fontioso es el lugar en el que Pío Baroja ubica, en su novela Memorias de un Hombre de Acción, acerca de su antepasado Eugenio de Aviraneta, la escena en la que Juan Martín «El Empecinado» firma la «Carta de don Juan Martín el Empecinado al cura Merino, con motivo de la horrenda crueldad que ha usado con los soldados de Cataluña.», a los que, según la novela, Merino fusiló y descuartizó mandando enterrar sus despojos a orillas del Arlanza.